# Устименко, Григорий Акимович
Григорий Акимович Устименко (2 февраля 1924, село Погарщина, теперь Лохвицкого района Полтавской области — 19 февраля 1990, город Полтава) — советский партийный деятель, председатель Полтавского облисполкома. Депутат Верховного Совета УССР 10-го созыва. Кандидат в члены ЦК КП Украины в 1981—1986 годах.

## Биография
Родился в крестьянской семье.
С августа 1943 — в Красной армии. Участник Великой Отечественной войны с ноября 1943 года. Служил наводчиком орудия артиллерийского дивизиона 69-й механизированной бригады 1-го Украинского фронта. После демобилизации из рядов Советской армии работал в сельском хозяйстве Полтавщины.
Образование высшее. Окончил сельскохозяйственный институт. Был агрономом, главным агрономом ряда колхозов Полтавской области.
Член КПСС с 1953 года.
В 1955—1959 г. — на различных должностях в Полтавском областном управлении сельского хозяйства. В 1959—1961 г. — инспектор государственной комиссии по сортоапробации сельскохозяйственных растений в Полтавской области.
В 1961—1978 г. — заведующий сельскохозяйственного отдела Полтавского областного комитета КПУ; заместитель, 1-й заместитель председателя исполнительного комитета Полтавского областного совета депутатов трудящихся.
В 1978—1984 г. — председатель исполнительного комитета Полтавского областного совета народных депутатов.
С 1984 г. — пенсионер союзного значения в Полтаве.

## Звание
- старший сержант

## Награды
- орден Октябрьской Революции
- орден Трудового Красного Знамени
- орден Красной Звезды (5.02.1945)
- орден Отечественной войны I степени (6.04.1985)
- медали